# Barbara-Françoise de Welz-Wilmersdorf
Françoise Barbara de Welz-Wilmersdorf (4 août 1666 – 3 avril 1718 à Wilhermsdorf) est baronne de Wilhermsdorf. 

## Biographie
Elle est la fille de François de Welz-Eberstein (1635-1674), comte de Welz, baron d'Eberstein, et de Anne Barbara de Pistolet (1640 – c. 1681), fille de Guillaume Gunn (né en 1600).
Elle épouse en 1689, le comte Wolfgang de Hohenlohe-Neuenstein, beaucoup plus âgé qu'elle, et veuf de Sophie Éléonore de Holstein-Sonderburg-Plön. Il meurt en 1698, après neuf ans de mariage, à l'âge de 76 ans. Le couple reste sans enfant. L'héritage de son mari passe à son frère, Jean-Frédéric Ier de Hohenlohe-Öhringen. Françoise Barbara reçoit seulement les seigneuries de Wilhermsdorf et Neidhardswinden, que Wolfgang Julius a acheté le 4 mai 1667.
Trois ans plus tard, en 1701, elle épouse le comte Philippe Ernest de Hohenlohe-Waldenbourg-Schillingsfürst (29 décembre 1663 - 29 novembre 1759). Françoise Barbara conserve sa résidence à Wilhermsdorf et rénove le palais. Sous son règne, Wilhermsdorf connait son apogée. Elle réalise la construction de l'église que Julius Wolfgang a prévu, entre 1706 et 1714. Entre 1707 et 1718, elle construit l'école dans Burgmilchlingstraße, l'hôpital de Spitalstraße. A Wilhermsdorf, elle est décrite comme la "bienfaitrice de Wilhermsdorf" même aujourd'hui. Le 3 avril 1718, elle est décédée à l'âge de 51 ans. Elle est officiellement enterrée dans un magnifique sarcophage dans la crypte de la principale église protestante.
De son second mariage avec Philippe Ernest, elle a au moins une fille:
- Caroline Julienne de Hohenlohe-Waldenbourg-Schillingsfürst (1706-1758), mariée avec Christian Othon de Limbourg-Styrum (en) (1694-1749).

Après sa mort, Philippe Ernest se remarie avec Marie Anne d'Oettingen-Wallerstein.
Après le décès de Philippe Ernest, les fiefs de Wilhermsdorf et Neidhardswinden sont transmis à ses enfants mineurs. En 1733, le fils de Philippe Ernest prend possession de Wilhermsdorf. Il est, lui aussi, resté sans enfant, de sorte qu'en 1769 (ou plus tôt), Wilhermsdorf passe à Philippe-Ferdinand de Limbourg-Styrum, le petit-fils de Françoise Barbara, par sa fille de Caroline Julienne.